# Daniel Cambronero
Daniel Cambronero (San José, 1 december 1987) is een Costa Ricaans voetballer die als doelman speelt.

## Clubcarrière
Cambronero begon bij Deportivo Saprissa en speelde vervolgens voor Puntarenas FC en CF Universidad de Costa Rica. Van 2011 tot 2019 kwam hij uit voor CS Herediano.

## Interlandcarrière
Hij was jeugdinternational en zit sinds 2004 als reservedoelman bij de selectie van het Costa Ricaans voetbalelftal. Zo maakte hij de CONCACAF Gold Cup 2009 mee. Hij debuteerde in mei 2009 in een vriendschappelijke wedstrijd tegen Venezuela. Cambronero werd door bondscoach Jorge Luis Pinto opgenomen in de definitieve selectie voor het wereldkampioenschap voetbal 2014. Hij nam plaats op de reservebank, achter eerste doelman Keylor Navas en tweede keuze Patrick Pemberton.

## Erelijst
CS Herediano
- Primera División

2012/13 Torneo de Verano
 Costa Rica
- Copa Centroamericana

2013